# Zofia Jagiellonka (1522–1575)
Zofia Jagiellonka (ur. 13 lipca 1522 w Krakowie, zm. 28 maja 1575 w Schöningen) – królewna polska i księżniczka litewska, księżna brunszwicka, córka Zygmunta I Starego i jego drugiej żony Bony Sforzy.

## Biografia
Urodziła się około godziny 22 w niedzielę 13 lipca 1522 jako trzecie dziecko pary królewskiej. Wychowywana na Wawelu wraz z młodszymi siostrami Anną i Katarzyną. Po 1548 wskutek konfliktu matki z Zygmuntem Augustem zamieszkała z Boną i siostrami na Mazowszu. Z trzech młodszych córek Zygmunta Starego uchodziła za najmądrzejszą. Między 22 a 25 lutego 1556 roku poślubiła Henryka II, księcia brunszwickiego. Małżeństwo to okazało się bezdzietne. Owdowiała 11 czerwca 1568 roku. Po śmierci męża usunęła się do swoich dóbr oprawnych w Schöningen. Krótko później popadła w spór ze swoim pasierbem Juliuszem; konflikt, który dotyczył zakresu władzy książęcej w Schöningen, zakończył się 17 stycznia 1572 roku podpisaniem ugody. Juliusz jednak nie dotrzymał warunków porozumienia i w 1573 roku Zofia musiała zwrócić się o pomoc do cesarza Maksymiliana II. Po śmierci brata króla Zygmunta II Augusta doradzała listownie swej siostrze Annie w sprawach politycznych.
Wiosną 1570 roku przeszła na luteranizm i stała się jedyną luteranką w dynastii Jagiellonów.
Została pochowana w kościele Błogosławionej Marii Dziewicy w Wolfenbüttel.